# オメガファイター
『オメガファイター』（OMEGA FIGHTER）は、1989年にUPLから発売されたアーケードゲーム。ジャンルはシューティングゲーム。三辻富貴朗がディレクターを務めた。

## 概要
自機を8方向レバーと2つのボタンで操作する。レバーで自機を移動、ボタンはそれぞれショットとアイテム使用に用いる。特徴は、メリットと同時にデメリットも持ち合わせたパワーアップと、効率を上げたり重要アイテムを出したりするために積極的に危険を冒す必要のある得点システムである。
ゲームの目的は、敵宇宙戦艦1隻を沈める事で、最初から最後までその宇宙戦艦の艦上や艦内、周囲が舞台となる。各ステージの最初には、宇宙戦艦のどこを通ってどこを破壊するかのマップが示される。ゲーム画面の背景もその宇宙戦艦が大半を占める。宇宙戦艦自体も移動しているため、ゲーム中にスクロールの方向や速度が頻繁に変わる。
2人同時プレイ可能。全8ステージ、2周エンド。1周目のエンディングでは、敵戦艦が沈んだ後、同型艦多数とその母艦と思しき巨大宇宙船が現れ、1面へと戻る。なお、巨大母艦はゲーム中には登場しない。
2018年7月26日にアーケードアーカイブスタイトルの一つとして、PlayStation 4とNintendo Switchに配信開始された。アーケードの通常版に加え、スペシャルモードとオメガファイタースペシャルも収録されている。

## 得点システム
このゲームでは、敵機を自機により近い位置で破壊すると、その得点に倍率が乗算されるシステムを採っている。最低倍率は1倍、最高倍率は10倍である。
また、10倍の倍率で敵を破壊すると画面上部に存在するゲージが1ドット単位で増える。ザコ敵では1ドットしか増えないが、大型で得点の高い敵は増加量も大きい。
このゲージをためる事で1UPやオールクラッシュといったアイテムが出現するため、10倍の倍率を得る事は、ただ単に「高い得点を取るため」だけではない、特別な意味を持つフィーチャーである。
後述のパワーアップで自機ショットの射程が最も短くなった場合でも、射程の先端で敵機を破壊すると9倍の倍率にしかならない。そのため、10倍を狙うには敵機を意図的に引き付ける必要がある。自機の攻撃判定は真横にもあるため、横から敵を破壊し10倍の倍率を得ることもできる。
また、自機がミスしたときの爆風にも高い攻撃力がある。ただし、ミスをするとゲージはリセットされる。
なお、倍率は厳密には、自機との距離ではなく、縦座標の比較で判定される。そのため、オールクラッシュなどで縦座標が自機よりも下にある敵機を破壊した場合、自機からどんなに離れていても10倍の得点が付き、ゲージにもカウントされる。
各ステージごとに、1～10の倍数を取った回数もカウントされる。ステージクリア時にボーナス得点があり、そのステージで最も多くカウントされた倍率が、そのボーナスに乗算される。

## パワーアップ・アイテム
ショットのパワーアップは2種類存在する。併用は不可で、装備している物ではないパワーアップのアイテムを取った場合、そのパワーアップの第1段階に戻される。また、ミスをするとショットはワイドの第1段階になる。
いずれのショットも連射はフルオートである。プレイヤーが自力で連射をしても、ボタンを押しっ放しの場合よりもショットが多く出ることは無い。
アイアン
ショットのパワーアップの一つ。敵の一編隊を全滅させた時などに出現し、取得した瞬間に効力を発揮する。
パワーアップすると、1発あたりの威力が上がる代わりに、射程が縮む。最大までパワーアップすると、ボスキャラも瞬時に倒せるまでに強力になるが、射程は自機の全長と同程度にまで短くなる。
ワイド
ショットのパワーアップの一つ。敵の一編隊を全滅させた時などに出現し、取得した瞬間に効力を発揮する。
パワーアップする程に弾が広がる代わりに、連射性能が落ちる。1発あたりの威力は変わらず、硬い敵に対応しづらくなる。最大までパワーアップするとショットが画面の幅2/3程度まで広がるが、画面内に1〜2発程度しか出なくなる。
また、アイテム使用ボタンで使えるアイテムとして、以下がある。取得すると自機の左右いずれかに装着され、アイテムボタン押下で発動する。2つまで装着でき、2つ持った状態では取得できない。未装着状態では接触した方向に装着され、2つ装着状態で使用すると右方が先に使われる。
装着状態では敵弾・敵機を1つ破壊できるシールド代わりになる。その場合、効力を発揮せず消滅する。
スロー
敵の一編隊を全滅させた時などに出現する。使用すると一定時間、敵および敵弾の動きやスクロールにスローモーションがかかる。
オールクラッシュ
画面上部のゲージを半分までためると出現する。発動させると、画面内の敵機および敵弾全てを一撃で破壊できる。
上記以外のアイテムとして、以下がある。
1UP
画面上部のゲージを全てためると出現する。
取得した瞬間に残機が1機増える。1UP出現の条件を満たした側ではないプレイヤーが取得しても効果は同一である。画面下方の残機表示に枠のみの表示が無い状態では取得できない。

## 別バージョン
上記の通常版仕様とは異なった二つのバージョンが存在する。下記の仕様の違いの結果、どちらのバージョンも通常版より難易度は下がっている。
スペシャルモード
基板のテストモードでスペシャルモードを選ぶと遊べるようになる仕様。通常版では敵を10倍で倒さないと上昇しないゲージが、このモードでは全ての倍率で上昇する。またデモ画面中でのクレジットボタン長押しでステージスキップが可能になっている。
オメガファイタースペシャル
通常版の基板とは別の基板として存在する。タイトル画面のロゴ下にSPECIALと表記されている。通常版では出来ないコンティニューが可能になっている。10倍でのゲージを溜めなくてもランダムでアイテムが出現する。

## 他機種版
| No. | タイトル         | 発売日        | 対応機種                      | 開発元 | 発売元     | メディア                              | 型式 | 売上本数 | 備考                                                             |
| --- | ---------------- | ------------- | ----------------------------- | ------ | ---------- | ------------------------------------- | ---- | -------- | ---------------------------------------------------------------- |
| 1   | オメガファイター | 2018年7月26日 | PlayStation 4 Nintendo Switch | UPL    | ハムスター | ダウンロード (アーケードアーカイブス) | -    | -        | 通常版に加え、スペシャルモードとオメガファイタースペシャルも収録 |